# Association Européenne des Spécialités Pharmaceutiques Grand Public
Die Association Européenne des Spécialités Pharmaceutiques Grand Public (deutsch Europäischer Verband der Arzneimittel-Hersteller, englisch Association of the European Self-Medication Industry), abgekürzt AESGP, ist der Dachverband der europäischen Hersteller von Arzneimitteln für die Selbstmedikation. Er vertritt die Interessen von Herstellern von rezeptfreien Arzneimitteln und von Nahrungsergänzungsmitteln.
Der Verband wurde 1964 in Paris gegründet und verlegte seinen Sitz 1990 nach Brüssel. Ihm gehören 22 nationale Verbände sowie pharmazeutische Unternehmen als assoziierte Mitglieder an. Deutschland ist durch den Bundesverband der Arzneimittel-Hersteller, Österreich durch die Interessengemeinschaft österreichischer Heilmittelhersteller und Depositeure und die Schweiz durch den Schweizerischen Fachverband für Selbstmedikation vertreten.